# World Boxing Federation
Die World Boxing Federation (WBF) ist ein Boxverband, der offizielle Kämpfe ausrichtet und unter anderem die WBF-Weltmeistertitel im Profiboxen verleiht. Er ist der Association of Boxing Commissions (ABC) angegliedert und unterliegt somit denselben Regeln wie die vier großen Weltverbände. Ebenfalls bekennt sich die WBF zum Ali Act.
Die WBF wurde von US-Amerikaner Larry Carrier im Jahre 1988 gegründet und 2004 aufgelöst. Nach dem Interregnum erfolgte die Neubelebung des Boxverbands als Non-Profit-Organisation im Jahr 2009 mit Sitz in Niederkorn in Luxemburg. Nach dem Tod von Olaf Schröder sind Howard Goldberg und Christian Rösen bis heute erheblich am Neuaufbau der WBF beteiligt. Christian Rösen hat die Funktion des Geschäftsführers übernommen. Ab 2010 gehörte mit Jean-Marcel Nartz zudem eine Größe des deutschen Berufsboxens zum WBF-Vorstand und fungierte bis 2019 als Vizepräsident.
Bekannte Titelträger des Verbandes sind unter anderem Evander Holyfield, Roy Jones Jr., Johnny Nelson, Francois Botha, Christina Hammer, John Scully, Arnold Gjergjaj oder Dimitry Salita. 

## Liste der Präsidenten
- Larry Carrie  (1988–1989)
- Ron Scalf  (1989–2003)
- Jonathan Feld  (2003–2004)
- Interregnum (2004–2009)
- Howard Goldberg  (seit 2009)